# Helmut de Voss
Helmut de Voss (* 23. Januar 1917 auf Hof Klüßendorf bei Wismar; † 23. August 2000 in Höchberg) war ein deutscher Landwirt, Offizier und Verlagsbuchhändler (Verlag Ferdinand Schöningh in Paderborn).
Nach dem Besuch des Gymnasiums erlernte de Voss die Landwirtschaft auf mecklenburgischen Gütern, bis er 1937 zum Arbeits- und Wehrdienst einberufen wurde. Er nahm am Zweiten Weltkrieg als Offizier teil, wurde verwundet und ergriff nach 1945 den Beruf eines Sortimentbuchhändlers. Seit 1952 war er als Abteilungsleiter im Verlag Schöningh tätig. Viele Jahre förderte de Voss den buchhändlerischen Nachwuchs durch seine Lehrtätigkeit in Fachkursen, Aufsätze in Fachzeitschriften und seine Zugehörigkeit zum erweiterten Vorstand des Börsenvereins des deutschen Buchhandels.
In seiner Freizeit war de Voss als Vortragsredner und plattdeutscher Rezitator unterwegs. Er schrieb plattdeutsche Kurzgeschichten (Pseudonyme: Gerhard Klüßendorf, H. Gerhard, H. Päplow), war Mitherausgeber einer Auslese aus John Brinckmans Werken und veröffentlichte Abhandlungen über Fritz Reuter und Friedrich Griese. Eine vom Fritz Reuter Literaturarchiv Hans-Joachim Griephan Berlin erarbeitete Bibliographie verzeichnet mehr als 300 Veröffentlichungen von und über Helmut de Voss.
Die Lebenserfahrungen, die de Voss während seiner Jugendjahre auf dem Lande und während seiner Tätigkeit auf den großen Gütern sammelte, führten ihn zu Fritz Reuter, dem großen niederdeutschen Schriftsteller, und besonders zu dessen Meisterwerk Ut mine Stromtid mit ihrem Inspektor Bräsig, der bedeutendsten Gestalt in Reuters dichterischen Werken. In zahlreichen Abhandlungen und Vorträgen entwickelte de Voss sich zu einem namhaften Interpreten und Rezitator dieses Klassikers mecklenburgischer Dichtkunst.
Als Nachfolger von Walter Lehmbecker war Helmut de Voss von 1978 bis 1988 Präsident der Fritz Reuter Gesellschaft e.V. 1965 wurde ihm die Fritz-Reuter-Medaille der Landsmannschaft Mecklenburg und 1975 der Ehrenbrief der Fritz Reuter Gesellschaft verliehen. 1979 erhielt de Voss den Mecklenburger Kulturpreis der Landsmannschaft Mecklenburg und 1986 das Verdienstkreuz am Bande des Verdienstordens der Bundesrepublik Deutschland.
Einen umfangreichen, von 1970 bis 1998 reichenden Bestand an Briefen von und an Helmut de Voss hat 2024 durch Schenkung das Fritz-Reuter-Literaturmuseum in Stavenhagen erworben. Dieser ist dort Teil der Sammlung Hans-Joachim Griephan.